# قنبلة إزمير (حلوى)
قنبلة إزمير (إزمير بومباسي) [بالتركية: Izmir Bombası]  هي غرِّيبة شهيرة من إزمير مصتوعة من الكوكيز ومحشوة بالشوكولاتة، اشتهرت في الوسط السياحي لكل من يزور هذه المدينة. تُصنع بعدة أنوع، منها بسكويت مصنوع من الدقيقة العادي أو دقيق الشوفان، وقد تكون محشوة بالنوتيلا، أو الشوكولاتة الداكنة. تُصنع قنبلة الزمير في تركيا في الغالب باستخدام شوكولاتة أولكر التركية.